# Poprad (самохідний зенітно-ракетний комплекс)
Poprad (поль. Samobieżny Przeciwlotniczy Zestaw Rakietowy) — самохідна зенітно-ракетна система протиповітряної оборони малої дальності, виробництва PIT-Radwar SA.

## Опис
Основні функції СПЗР Попрад реалізує інтегрована головка супроводу та наведення з високодинамічними та точними приводами. Набір електрооптичних датчиків (тепловізор, камера денного освітлення та лазерний далекомір) працює з системою автоматичного супроводу цілі. Цілевказівка здійснюється за даними, що передаються по цифровому каналу від автоматизованої системи управління ППО, або здійснюється автономно. У комплект входить комп'ютер управління вогнем, навігаційна система і система IFF. СПЗР Попрад оснащений інерціально-супутниковою навігаційною системою, завдяки якій оператор після зайняття вогневої позиції може негайно передати в командну систему положення установки та стан готовності. Комплект стандартно монтується на шасі АМЗ Зубр виробництва AMZ-Kutno. Конструкція комплексу «Poprad» мінімізує час переходу з транспортного положення, в якому боєголовка опущена і закрита кришками, в бойове положення.

## Системний додаток
Самохідний зенітно-ракетний комплекс «Попрад» призначений для виявлення, розпізнавання та знищення повітряних цілей на близьких і малих висотах за допомогою ракет малої дальності. Комплект може використовуватися для захисту від авіаударів колон військ, місць стоянок, командних пунктів і угруповань, а також аеропортів, портів, промислових підприємств, вузлів зв'язку тощо.

## Користувачі
Відповідно до підписаного в грудні 2015 року контракту на поставку зенітних комплексів Poprad, до 2021 року Військо Польщі має отримати загалом 79 таких комплектів, у тому числі 77 нововироблених і 2 адаптованих з партії реалізації). Їх поставки почалися в 2018 році.
Крім Польщі, пускові установки «Попрад» придбала армія Індонезії, як частина експортної системи VSHORAD Kobra, що складається з чотирьох пускових установок «Попрад», двох командних машин, мобільного радара MMSR і дванадцяти буксируваних зенітних гармат з пусковими установками Grom ZUR-23-2KG-I. Усі компоненти змонтовані на подовженому шасі Land Rover Defender 6×6 (польська модифікація Huzar). Система була поставлена в 2007 році і отримала місцеве позначення як Aster (не плутати з ракетами Aster). У 2006 році Індонезія замовила другу таку систему, поставлену в 2010 році.